# 卡伦·洛德
卡伦·洛德（英語：Karen Lord，1970年3月13日—），澳大利亚女子游泳运动员。她曾代表澳大利亚参加1990年英联邦运动会游泳比赛，获得女子200米仰泳铜牌。她也曾参加1988年夏季奥运会。